# Cârstovani
Cârstovani – wieś w Rumunii, w okręgu Dolj, w gminie Pleșoi. W 2011 roku liczyła 33 mieszkańców.